# Підвелідники
Підвелі́дники — село в Україні, в Коростенському районі Житомирської області. Входить до складу Овруцької міської громади. Населення становить 115 осіб.